# Henry W. Livingston

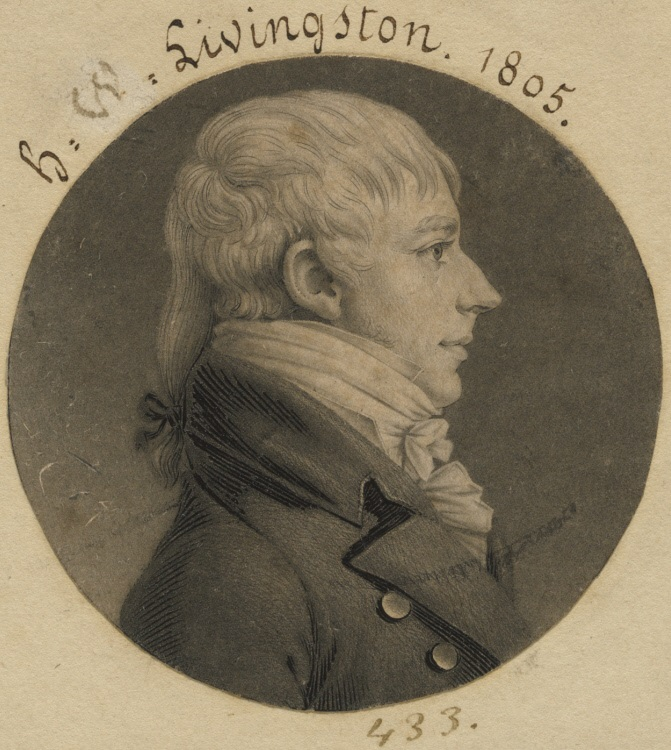
Henry W. Livingston

Henry Walter Livingston (* 1768 in Linlithgo, Provinz New York; † 22. Dezember 1810 bei Linlithgo, New York) war ein US-amerikanischer Jurist und Politiker. Zwischen 1803 und 1807 vertrat er den Bundesstaat New York im US-Repräsentantenhaus.

## Werdegang
Henry Walter Livingston, Sohn von Walter Livingston (1740–1797), wuchs während der britischen Kolonialzeit auf. 1786 graduierte er am Yale College. Er studierte Jura, bekam seine Zulassung als Anwalt und begann dann in New York City zu praktizieren. Zwischen 1792 und 1794 war er als Privatsekretär von Gouverneur Morris tätig, der damals Gesandter (Minister Plenipotentiary) in Paris (Erste Französische Republik) war. Livingston war Richter am Court of Common Pleas im Columbia County. Er saß in den Jahren 1802 und 1810 in der New York State Assembly. Politisch gehörte er der Föderalistischen Partei an. Bei den Kongresswahlen des Jahres 1802 für den 8. Kongress wurde Livingston im achten Wahlbezirk von New York in das US-Repräsentantenhaus in Washington, D.C. gewählt, wo er am 4. März 1803 die Nachfolge von Killian Van Rensselaer antrat. Er wurde einmal wiedergewählt und schied dann nach dem 3. März 1807 aus dem Kongress aus. Am 22. Dezember 1810 starb er bei Linlithgo.